# Adore
Albums de The Smashing Pumpkins
Mellon Collie and the Infinite Sadness
(1995) MACHINA/The Machines of God
(2000)
Adore est le 4e album studio du groupe de rock alternatif américain The Smashing Pumpkins. Il est publié le 2 juin 1998. Il s'agit du premier album enregistré après le succès de Mellon Collie and the Infinite Sadness et une tournée d'un an. Son enregistrement a été rendu difficile par des problèmes personnels à l'intérieur du groupe, une incertitude musicale et le départ du batteur Jimmy Chamberlin. Sur ce disque, le groupe évolue vers un son plus intimiste aux accents new wave. 
L'album est réédité en 2014 accompagné d'inédits, de démos, d'enregistrements en public ainsi que d'un DVD.

## Production

### Contexte
En janvier 1996, The Smashing Pumpkins sort 1979, leur seul single qui atteint la première place dans tous les hit-parades du monde, en plus d’être leur première incursion dans la musique électronique (étant basée sur des loops et des samples de batterie). La chanson démontre un changement par rapport à des albums comme Gish et Siamese Dream, basés sur un son rock alternatif s’appuyant sur la guitare. Pendant ce temps, les membres du groupe donnent des interviews dans lesquelles ils disent que Mellon Collie and the Infinite Sadness serait leur dernier disque conventionnel. James Iha souligne ensuite que « le futur sera la musique électronique. Il devient vraiment ennuyeux de jouer seulement de la musique rock ».
Pendant la tournée de promotion de Mellon Collie and the Infinite Sadness, le batteur Chamberlin et le pianiste de la tournée, Jonathan Melvoin, prennent de l’héroïne le 11 juillet. Melvoin meurt d’overdose, alors que Chamberlin est incarcéré et accusé de possession de drogue. Peu de temps après l’incident, Chamberlin est exclu du groupe. Dans un communiqué de presse, les membres du groupe déclarent : « On a décidé de continuer sans lui et on lui souhaite le meilleur ».
Un an après, le groupe sort The End Is the Beginning Is the End, un single pour la bande originale du film Batman et Robin et Eye, un single pour Lost Highway. Ces deux créations contiennent des éléments de musique électronique, bien qu’elles conservent les éléments de hard rock des origines du groupe ; un critique rejeta la possibilité que l’album suivant soit moins « rock ». Après la sortie du single, The Smashing Pumpkins commence à préparer ce qui sera la suite de Mellon Collie and the Infinite Sadness ; un des albums les plus vendus des années 1990.

### Enregistrement
Adore est le premier album où n’apparaît pas Jimmy Chamberlin, écarté du groupe peu avant le début de l’enregistrement.
La femme en robe sur la pochette de l'album est le mannequin américain Amy Wesson.

## Réception
Le public a été divisé pour la réception de ce nouvel album et il n'a vendu qu'une fraction des deux précédents albums. Cependant, il est bien reçu par la critique musicale et sera nommé pour un Grammy Award.

## Liste des pistes de l'édition originale
| No  | Titre                             | Durée |
| --- | --------------------------------- | ----- |
| 1.  | To Sheila                         | 4:40  |
| 2.  | Ava Adore                         | 4:20  |
| 3.  | Perfect                           | 3:23  |
| 4.  | Daphne Descends                   | 4:38  |
| 5.  | Once Upon a Time                  | 4:06  |
| 6.  | Tear                              | 5:52  |
| 7.  | Crestfallen                       | 4:09  |
| 8.  | Appels + Oranjes                  | 3:34  |
| 9.  | Pug                               | 4:46  |
| 10. | The Tale of Dusty and Pistol Pete | 4:33  |
| 11. | Annie-Dog                         | 3:36  |
| 12. | Shame                             | 6:37  |
| 13. | Behold! The Night Mare            | 5:12  |
| 14. | For Martha                        | 8:17  |
| 15. | Blank Page                        | 4:51  |
| 16. | 17                                | 0:17  |

## Liste des pistes de la réédition
Disque 2 Adore mono version
| No  | Titre                                    | Durée |
| --- | ---------------------------------------- | ----- |
| 1.  | To Sheila (Mono)                         |       |
| 2.  | Ava Adore (Mono)                         |       |
| 3.  | Perfect (Mono)                           |       |
| 4.  | Daphne Descends (Mono)                   |       |
| 5.  | Once Upon A Time (Mono)                  |       |
| 6.  | Tear (Mono)                              |       |
| 7.  | Crestfallen (Mono)                       |       |
| 8.  | Appels + Oranjes                         |       |
| 9.  | Pug (Mono)                               |       |
| 10. | The Tale Of Dusty And Pistol Pete (Mono) |       |
| 11. | Annie-Dog (Mono)                         |       |
| 12. | Shame (Mono)                             |       |
| 13. | Behold! The Night Mare (Mono)            |       |
| 14. | For Martha (Mono)                        |       |
| 15. | Blank Page (Mono)                        |       |

Disque 3 In a State of Passage
| No  | Titre                                                        | Durée |
| --- | ------------------------------------------------------------ | ----- |
| 1.  | Blissed and Gone (Sadlands Demo)                             |       |
| 2.  | Christmastime (Sadlands Demo)                                |       |
| 3.  | My Mistake (Sadlands Demo)                                   |       |
| 4.  | Sparrow (Sadlands Demo)                                      |       |
| 5.  | Valentine (Sadlands Demo)                                    |       |
| 6.  | The Tale of Dusty and Pistol Pete (Sadlands Demo)            |       |
| 7.  | What If? (Streeterville Demo)                                |       |
| 8.  | Chewing Gum (CRC Demo)                                       |       |
| 9.  | The Tale of Dusty and Pistol Pete (CRC Demo)                 |       |
| 10. | The Ethers of Tragic (Instrumental/2014 Mix/CRC Demo)        |       |
| 11. | The Guns of Love Disastrous (Instrumental/2014 Mix/CRC Demo) |       |
| 12. | Annie-Dog (Take 10/CRC Demo)                                 |       |
| 13. | Once in a While (2014 Mix/CRC Demo)                          |       |
| 14. | Do You Close Your Eyes When You Kiss Me? (CRC Demo)          |       |
| 15. | For Martha (Take 1/CRC Demo)                                 |       |
| 16. | My Mistake (Take 1/CRC Demo)                                 |       |
| 17. | Blissed and Gone (CRC Demo)                                  |       |
| 18. | For Martha (Take 2/Instrumental/CRC Demo)                    |       |

Disque 4 Chalices, Palaces and Deep Pools
| No  | Titre                                           | Durée |
| --- | ----------------------------------------------- | ----- |
| 1.  | For Martha (Symphonic Snippet/Instrumental)     |       |
| 2.  | Crestfallen (Matt Walker Reimagined/2014)       |       |
| 3.  | To Sheila (Early Banjo Version)                 |       |
| 4.  | Ava Adore (Puffy Combs Remix 1998)              |       |
| 5.  | O Rio (Instrumental/Sadlands Demo)              |       |
| 6.  | Waiting (Adore Outtake)                         |       |
| 7.  | Once Upon A Time (Sadlands Demo)                |       |
| 8.  | Eye (2014 Mix/From the Lost Highway Soundtrack) |       |
| 9.  | Saturnine (For Piano and Voice)                 |       |
| 10. | Cash Car Star (Matt Walker Reimagined/2014)     |       |
| 11. | Pug (Matt Walker Reimagined 2014)               |       |
| 12. | Perfect (No Strings Version)                    |       |
| 13. | It's Alright (Instrumental/Adore Outtake)       |       |
| 14. | Czarina (Take 1/Adore Outtake)                  |       |
| 15. | Indecision (Sadlands Demo)                      |       |
| 16. | Blank Page (Early Version)                      |       |

Disque 5 Malice, Callous and Fools
| No  | Titre                                         | Durée |
| --- | --------------------------------------------- | ----- |
| 1.  | Let Me Give The World To You (Adore Outtake)  |       |
| 2.  | Tear (From Digital Transfer)                  |       |
| 3.  | Cross (Adore Outtake)                         |       |
| 4.  | Because You Are (Adore B-Side)                |       |
| 5.  | Jersey Shore (Sadlands Demo)                  |       |
| 6.  | Shame (Take 1)                                |       |
| 7.  | Summer (Instrumental/Adore Outtake)           |       |
| 8.  | Blissed And Gone (Drone Version)              |       |
| 9.  | Heaven (Instrumental/Sadlands Demo)           |       |
| 10. | Daphne Descends (Matt Walker Reimagined/2014) |       |
| 11. | Saturnine (Matt Walker Reimagined/2014)       |       |
| 12. | Behold! The Night Mare (Alternate Vocal)      |       |
| 13. | Perfect (Acoustic Demo/Adore Outtake)         |       |
| 14. | Do You Close Your Eyes? (Adore Outtake)       |       |
| 15. | The Beginning Is The End Is The Beginning     |       |

Disque 6 Kissed Alive Too
| No  | Titre | Durée |
| --- | --- | ----- |
| 1.  | Ava Adore (Live/Sao Paulo Session)                                                                                       |       |
| 2.  | Daphne Descends (Live/Sao Paulo Session)                                                                                 |       |
| 3.  | The Tale Of Dusty And Pistol Pete (Live/Sao Paulo Session)                                                               |       |
| 4.  | Tear (Live/Sao Paolo Session)                                                                                            |       |
| 5.  | Shame (Live With Mancow/Chicago)                                                                                         |       |
| 6.  | Blank Page (Live With Manco/Chicago)                                                                                     |       |
| 7.  | To Sheila (Live/Nashville/Ryman Auditorium)                                                                              |       |
| 8.  | Money (That's What I Want) (Live/Los Angeles/Dodger Stadium)                                                             |       |
| 9.  | X.Y.U. (Medley (Live/Los Angeles/Dodger Stadium). Inclus : The Ethers Tragic, Never Say Never, Where Boys Fear To Tread) |       |
| 10. | Transmission (Live/Chicago/Rehearsal)                                                                                    |       |

DVD Fox Theatre, Atlanta, Géorgie, 4 août 1998
| No  | Titre                             | Durée |
| --- | --------------------------------- | ----- |
| 1.  | To Sheila                         |       |
| 2.  | Behold! The Night Mare            |       |
| 3.  | Pug                               |       |
| 4.  | Crestfallen                       |       |
| 5.  | Ava Adore                         |       |
| 6.  | Tear                              |       |
| 7.  | Annie-Dog                         |       |
| 8.  | Perfect                           |       |
| 9.  | Thru The Eyes Of Ruby             |       |
| 10. | Tonight, Tonight                  |       |
| 11. | Once Upon A Time                  |       |
| 12. | The Tale Of Dusty And Pistol Pete |       |
| 13. | Bullet With Butterfly Wings       |       |
| 14. | Shame                             |       |
| 15. | For Martha                        |       |
| 16. | Blank Page                        |       |
| 17. | Transmission                      |       |